# Trappistinnenkloster Kunnambetta
Das Trappistinnenkloster Kunnambetta Ananda Matha Ashram ist seit 1995 ein Kloster der Trappistinnen zuerst in Makkiyad, ab 2009 in Kunnambetta, im Distrikt Wayanad, Bundesstaat Kerala, Indien.

## Geschichte
Die belgische Trappistinnenabtei Soleilmont gründete 1995 in Makkiyad in Kerala das Kloster Ananda Matha Ashram (Mutter der Freude), das 2009 nach Kunnambetta wechselte. Gründungsbischof war Maxwell Valentine Noronha, Bischof von Calicut.
Im Juni 2024 wurde das Kloster in den Rang eines Priorats erhoben.
Oberinnen:
- Paul-Marie Delcorte (1995–2000)
- Charlotte McNeill (2000–2002)
- Martina Surjoseputro (2002–2003)
- Paul Smets, Superior (2003–2011)
- Mary Ann Kiriyanthan Devassy (seit 2011, seit 2024 Titularpriorin)